# 本谷有希子のオールナイトニッポン
『本谷有希子のオールナイトニッポン』（もとやゆきこのオールナイトニッポン）は、ニッポン放送の深夜放送オールナイトニッポンの金曜日で劇団の主宰をし、作家でもある本谷有希子がパーソナリティを担当のラジオ番組である。2005年4月1日に放送開始、2006年3月31日放送終了。

## 概要
番組は「君の声が聞きたい夜」としてあるテーマを出し、リスナーからのメールをもらい、本谷が気になったメールをくれた人に電話を掛けて話すという形式となる事が多い。しかし、後には電話をかけることは少なくなった。また独特のテンションや、癒しを与える声、女性にもかかわらず下ネタを連発するなどして、人気になっていた。しかし、スペシャルパーソナリティーによるオールナイトニッポンの放送や特別番組放送により休止となることも多い。また番組にゲストが出演する事がある。ゲストとして、ソニン・馬渕英俚可・一青窈・ヒロシ・WaTなど。
エンディング曲は、アンダーグラフの「君の声」。このため、アンダーグラフが新曲を出す前頃には必ずその新曲をかけていた。「パラダイム」「遠き日」「真面目過ぎる君へ」がそれである。
2005年7月1日の放送では『本谷有希子のオールナイトニッポン「舞台・世界の中心で、愛をさけぶ」スペシャル』と題し放送した事がある。舞台『世界の中心で、愛をさけぶ』の出演者が登場した。また、ジングルもこの回のために録ったものであり、初回から最終回までで通常のジングル以外の物が使用された唯一の回であった。出演者の一人が放送中に断髪式を行なった。
2005年9月23日の放送ではニッポン放送玄関前から2時間放送し、通行人や吉田尚記アナウンサーが出演した。また、翌週9月30日は本田透をゲストに招いて、「本谷有希子のオタクナイトニッポン」と題して放送した。この回の冒頭で本谷自身がオタクという事を明らかにした。余談だが、過去にはアイドルオタク（特にハロー!プロジェクト）ということを明らかにしている。
2006年1月13日の放送よりコーナーの完全リニューアルを発表した。しかし、完全リニューアルと強調したものの、実際はコーナー名を微妙に変更しただけだった。また、本谷有希子文学リターンズはそのまま継続。
2006年3月10日に同年3月31日の放送終了を発表した。同日のメールで「本谷有希子のオールナイトニッポンが終わるわけ」と題してリスナーから募集した結果、本谷が一番気に入った「みせしめ」が選ばれ、みせしめという理由で番組が終了するということになった。  
2006年3月31日の最終回では「本谷有希子Q&A」と題してメールを募集した。メールの質問により全回生放送だということが判明した（一部コーナーは除いて）。また、番宣に来た吉田尚記アナウンサーから巫女のコスプレ衣装をもらった本谷が、リスナーからのリクエストにより、巫女姿に着替えて放送し、写真が番組HPで公開されていた（顔を手で隠しているが）。着替えている間はディレクターの鳥谷とマネージャーの寺本が場をつないだ。また、吉田アナはこの番組で娘が産まれたことを発表した。しかし、最終回は、せっかくの最終回にミューコミの番宣なんかするな、周りがうるさいなどの批判的な意見も聞かれる。エンディングで本谷から「ラジオと私」というテーマで最後の挨拶があった。   
2007年11月23日の勤労感謝の日に一夜限りの復活。「人生のターニングポイント」と題してメールを募集した。その他、レギュラーコーナーだった「今すぐマンガ家さんに会いたい（イママン）」の書籍化の発表と発売経緯について放送された。

## 代理
- 2005年4月29日 - FLOW
- 2005年5月27日 - SHAKA LABBITS
- 2005年7月8日 - L'Arc〜en〜Ciel
- 2005年7月29日 - 映画「亡国のイージス」スペシャル
- 2005年9月2日 - 矢井田瞳
- 2005年10月7日 - 土屋礼央（土屋礼央のオールナイトニッポン）
- 2005年11月25日 - BENNIE K
- 2005年12月23日 - 平井堅
- 2006年3月3日 - 笹川美和（笹川美和のオールナイトニッポン）

## 放送時間
- 毎週金曜日 深夜25:00-27:00（ニッポン放送をキーステーションに全国36局ネット）

## 主なコーナー

### はじめまして本谷有希子です
本谷がラジオのパーソナリティに会いに行き、パーソナリティとしての極意を伝授してもらうコーナー。番組内では録音で放送される。コーナーの頭で本谷が考えたお土産を渡すことが恒例となっている。そして、「ラジオパーソナリティたる者…（本谷が問いかける）」「○○○（パーソナリティの極意）」というやり取りでコーナー始められる。2006年2月24日にリターンズとして1夜限りの復活をした。本谷が会いに行ったパーソナリティは次の人々である。西川貴教、土屋礼央、SHOGO(175R)、吉田尚記、松浦亜弥、笑福亭鶴瓶、くりぃむしちゅー、ナインティナイン、三宅裕司。

### イケてる都会生活
オシャレなセレブの生活を妄想して考えてもらうコーナー。テーマは、私が考える南青山、私が考える億ション、セレブが集まる秘密のスポーツクラブ、デザイナーズレストラン、シロガネーゼ、西麻布のクラブ、といったものだった。

### わかっちゃいるけどやめられない
わかっちゃいるけどやめられない変な癖や、うっかりやってしまうことを送ってもらうコーナー。1月13日のリニューアルで「ついついやってしまうこと」からコーナー名を変更した。

### なにげない幸せ
日々なにげないことで幸せを感じる瞬間・体験を送ってもらうコーナー。1月13日のリニューアルで「ふとした幸せ」からコーナー名を変更した。

### 本谷有希子と電話でデート
AKB48と電話デートが終わってしまったことを受けて本谷が思いつきで考えた企画。本谷有希子と電話でデートが出来るという企画。3月10日の放送では全国放送の番組のコーナーにもかかわらず、応募がたった4通しかなく、本谷が「このままだとこのコーナーの存続が危ない」と発言したことで、翌週にはそれなりの応募があったらしい。

### 本谷さんのいない金曜日・作文コンクール
「やっぱり最高！ 本谷さん！」の代わりに登場したコーナーで、本谷のラジオがない金曜日はアナタにとってどうなのか？ というお題で、400字詰め原稿用紙2枚以内に書いて発表する。採用された人は賞金として1万円がもらえる。本谷曰く、最後の大盤振る舞いと言っている。なお、他のコーナーが3月24日の放送で終了したのに対して、このコーナーのみ最終回まで放送される。最終回の放送では、本谷の意向に伴い採用者が2人出たため、賞品は1人が賞金1万円、もう1人が本谷有希子著『腑抜けども、悲しみの愛を見せろ』のサイン入りの本が贈られた。

### 私の東京
あなたが思う東京のイメージ、上京して遭遇した出来事などをリスナーから募集する。

### どーしても理解出来ないアノこと！
どうしても理解出来ないことを募集して紹介する。

### アダ名のコーナー
正式なコーナー名は無い。人格を否定しているようなアダ名、哀愁すら漂うアダ名やリスナーがどんなアダ名で呼ばれているか、微妙なアダ名そのものを、その由来を含めて発表するというコーナー。

### 本谷有希子杯・読書感想文コンテスト
夏休み限定企画。本谷有希子著『腑抜けども、悲しみの愛をみせろ』を課題図書とし、原稿用紙2枚800字以内の読書感想文を書いて送るコーナー。毎週1つ優秀作を選び、その人には賞金5千円。さらに最終日には応募した全ての作品から最優秀賞を1つ選び、その人には賞金2万円をプレゼントする。何度応募してもいい。送られてくる読書感想文は、本を買うまでの過程が多かった。結局買わなかったり、買えないことも多々あった。

### 本谷有希子文学賞
夏休み限定企画の本谷有希子杯・読書感想文コンテストが終了したことに伴いスタート。読書感想文が予想以上の人気だったため、このコーナーが事実上後続のコーナーになった。このコーナーは、リスナーが考えたオリジナルショートストーリー（小説）を、原稿用紙2枚800字以内で送る。読書感想文と同じく、毎週優秀作品1つには賞金5千円がプレゼントされる。盗作は厳禁で、自作・未発表のものに限られる。何度応募してもいいが、応募作品の著作権はニッポン放送に属する。

### 本谷有希子杯読書感想文コンクール
前回の本谷有希子杯・読書感想文コンテストの事実上の第2弾。課題図書は文芸誌『群像』11月号に掲載されている、本谷有希子著「ぜつぼう」。この読書感想文を、従来通り原稿用紙2枚800字以内で送る。また、毎週優秀作品1つには賞金5千円がプレゼントされる。

### 本谷有希子文学賞リターンズ
本谷有希子杯読書感想文コンクールのため、一旦終了していた本谷有希子文学賞が復活したコーナー。前回は自由なお題だったが、タイトルが固定され「ぜつぼう」となった。これは、読書感想文コンクールでの課題図書であった文芸誌『群像』に掲載された「ぜつぼう」にちなんで決められた。「ぜつぼう」と題した小説をいつも通り原稿用紙2枚800字以内で送り、毎週優秀作品1つには賞金5千円がプレゼントされる。盗作は厳禁で、自作・未発表のものに限られる。何度応募してもいい。また、本谷や本谷のマネージャー寺本ネタはNGとなっている。

### ぼくのわたしのツンデレ日記
オタク界を賑わすツンデレのブームにのって、みんなでツンデレを楽しむコーナー。リスナーが考えるツンデレな彼女との楽しい日記を、想像・妄想を駆使して書いて送る。

### 今すぐマンガ家さんに会いたい
『笑っていいとも!』のテレフォンショッキング方式で、マンガ家の仕事場に本谷が直撃レポートする人気コーナー。番組内では録音で放送される。今までに陽気婢、有馬啓太郎、赤松健、杜野亜希などの漫画家が出演していた。後にこのコーナーでの、本谷とマンガ家の対談は書籍『イママン 本谷有希子マンガ家インタビュウ&対談集』としてまとめられた。
以前は「マンガ家さんいらっしゃ～い」というコーナー名だったが、後に名称変更をし「今、マンガ家さんに会いに行きたい」に、そして1月13日のリニューアルでこの名称となった。「イママン」と略して呼ばれることもある。

### 本谷先生のヌレる日本語講座
「本谷有希子をあなたの理想の女性だと思ってあなたの言葉で口説いてください」と銘打ち、リスナーから口説き文句を募集し、本人が一つ一つに100ヌレ満点で点数をつける。100ヌレ満点で採点し、この企画が続く間に一人で3回最高点を出したら、交通費は自腹でニッポン放送に来て本谷有希子と直接デートをすることが出来る。因みに、コーナーが始まった当初は「3回100点を出したら本谷とデート」というルールであったが、途中で「各回の最高得点を3回獲得したら本谷とデート」とルール変更が行われた。
コーナーが始まった当初は「本谷有希子のヤレる日本語講座」だったが、1月13日のリニューアルで「本谷先生のヌレる日本語講座」に名称が変更になった。また、点数の単位も異なり100ヌレ満点ではなく100点満点にコーナー名と同時に変更された。100ヌレ満点となったのはゲストのヒロシが「78点」を「78ヌレ」と発言したことによる。ただ、本谷はこの「ヌレる」を「恥ずかしいので言いたくない」として、「ニュレる」「100ニュレ満点」といった風に発音していた。

### 東京の街・ここはどこでしょう？
本谷自身が、東京のある場所で言葉巧みにレポートして、リスナーがその場所がどこなのかを答えるコーナー。これは2006年1月6日、年初の放送で番組中に本谷がリスナーのために湯島天神に初詣に行った際のレポートがあまりにも下手だったので、本谷のレポート力を卓越したものにしよう、ということから始まった。このコーナーは、アナウンサーになりたての久米宏が『永六輔の土曜ワイドラジオTokyo』でやっていた人気コーナーの完全コピーらしい。第1回目は、東京証券取引所。なお、このコーナーでのレポートは録音である。

### AKB48とラジオで電話デート
本谷有希子が今一番注目しているアイドルユニットAKB48のメンバー1人とリスナーが電話デートする企画だったのだが、AKB48の公式HPでもライブデートが始まったという理由からわずか2回で終了した企画。このコーナーはAKB48のメンバーが未成年ということで録音である。同企画終了後、2006年2月24日からは「有希子先生の夜の個人面談」コーナーにAKB48メンバーが出演した。

### 僕の私の夢見るトリノ！
トリノオリンピック開催記念の期間限定コーナー。トリノがどんな素敵なところなのかを妄想する。きっとこんな所だという、おもしろいネタが多数出た（例:トリノには、フリーペーパーならぬ、フリーピザがある。）。

### やっぱり最高！本谷さん！
2005年12月9日に始まったコーナー。当初は「本谷さん最高です!!」だったが、1月13日のリニューアルで名称が変更した。本谷有希子のこの9ヶ月間の成長ぶりを褒めて褒めて褒めちぎるメッセージを送るコーナーである。当初はレギュラーコーナーではなかったが、本人の希望でレギュラーコーナーとなる。本人はメールが来なくなったら終わらせると述べていた。『本谷さんのいない金曜日・作文コンクール』が始まったため終了。

## ゲスト

### 2005年
- 4月8日:吉田尚記
- 4月15日:鴻上尚史
- 4月22日:ソニン、馬渕英俚可
- 5月13日:一青窈
- 6月3日:馬渕英俚可
- 7月1日:田中幸太朗、佐藤めぐみ、蓬莱竜太（「舞台・世界の中心で、愛をさけぶ」スペシャル）
- 8月12日:おぎやはぎ
- 9月30日:本田透
- 12月16日:ヒロシ

### 2006年
- 1月27日:WaT
- 3月24日:馬渕英俚可

## スタッフ
- ディレクター：鳥谷規 （通称：鬼ディレクター・放任主義サディストデビル）
- 放送作家：高井 （通称：セクハラ構成作家・Tかいさん）
- ミキサー：林
- アシスタントディレクター：生江龍太郎（通称：ワーストさん）
  - 通称はすべて本谷命名